# Комбінована дія шкідливих речовин
Комбінована дія шкідливих речовин — це одночасний або послідовний вплив на організм декількох отрут при одному і тому ж шляху надходження.
Людина досить часто піддається впливу двох або декількох шкідливих речовин одночасно.
Дуже часті комбінації оксиду вуглецю та оксиду сірки в ковальських і ливарних цехах, пари бензену, толуолу, ксилолу, сірковуглецю, нафталіну і ін. в коксохімічному виробництві.
Розрізняють декілька видів комбінованої дії шкідливих речовин:
1. Адитивна дія (сумація) — вплив речовин у комбінації сумується. Сумарний ефект суміші дорівнює сумі ефектів діючих компонентів. Прикладом адитивної дії є наркотична дія суміші вуглеводнів.
2. Синергізм (потенційована дія) — підсилення ефекту, одна речовина підсилює дію іншої, тобто впливає більше, ніж сумація. Потенціювання відзначено при спільній дії сірчистого ангідриду і хлору.
3. Антагонізм — ефект комбінованої дії менший від очікуваного при простій сумації, одна речовина послаблює дію іншої.
4. Незалежна дія — комбінований ефект не відрізняється від ізольованої дії кожної отрути. Переважає ефект найбільш токсичної речовини. Приклад: бензен і дратівливі гази; суміш вибухових газів і пилу в шахтах. Поряд з комбінованою дією отрут можливий і комплексний вплив речовин.

Комплексне — одночасне надходження шкідливих речовин декількома шляхами (через дихальні шляхи, шлунково-кишковий тракт, шкірні покриви).
У зв'язку з наростаючим забрудненням навколишнього середовища значення комплексного шляху надходження отрут зростає. Одночасна дія — одночасний вплив декількох хімічних і фізичних факторів. Вплив токсичних речовин на людину в умовах виробництва не може бути ізольованим від впливу інших несприятливих факторів, таких як висока і низька температура, підвищена або знижена вологість, шум, вібрація, випромінювання.
При поєднанні впливу отрут з іншими факторами ефект може виявитися більш значним, ніж при ізольованому впливі того чи іншого фактора.
Температурний фактор. При одночасному впливі шкідливих речовин і високої температури можливе підсилення токсичного ефекту. Почастішання дихання і посилення кровообігу ведуть до збільшення надходження отрут в організм через органи дихання. Розширення судин шкіри і слизових підвищує швидкість всмоктування токсичних речовин через шкіру і дихальні шляхи. Висока температура повітря збільшує леткість отрут і підвищує їх концентрації в повітрі (наркотики, пари бензину, ртуті, оксиди азоту, вуглецю, хлорофос). У виробництві нітро- і амінопохідних бензену і його гомологів отруєння частіше відбуваються в жаркий період року. Зниження температури в більшості випадків веде також до підсилення токсичного ефекту. Так, при зниженій температурі збільшується токсичність оксиду вуглецю, бензину, бензолу, сірковуглецю та ін.
Підвищена вологість повітря. Може збільшуватися небезпека отруєнь, особливо дратівливими газами. Причина, мабуть, у посиленні процесів гідролізу, підвищення затримки отрут на поверхні шкіри і слизових оболонок, зміні агрегатного стану отрут. Розчинення газів і утворення дрібних крапельок кислот і лугів сприяють зростанню дратівної дії.
Барометричний тиск. Зростання токсичного ефекту зареєстровано як при підвищеному, так і при зниженому тиску. При підвищеному тиску зростання токсичної дії відбувається внаслідок посиленого надходження отрути, зумовленого зростанням парціального тиску газів і парів в альвеолярному повітрі і прискореним переходом їх у кров, а також внаслідок зміни багатьох фізіологічних функцій, в першу чергу дихання, кровообігу, стану ЦНС і аналізаторів. При зниженому тиску перша причина відсутня, але посилюється вплив другої. Наприклад, при тиску до 500–600 мм рт.ст. токсична дія оксиду вуглецю зростає в результаті того, що вплив отрути підсилює негативні наслідки гіпоксії та гіперкапнії.
Шум і вібрація. Виробничий шум може посилювати токсичний ефект. Це доведено для оксиду вуглецю, стиролу, алкілнітрилу, крекінг-газу, нафтових газів, аерозолю борної кислоти. У порівнянні з впливом чистих отрут токсичний ефект посилюється в поєднанні з вібрацією таких шкідливих речовин, як монооксид вуглецю, пил кобальту, кремнієвий пил, дихлоретан, епоксидні смоли.
Промениста енергія. Ультрафіолетове опромінення може знижувати чутливість білих мишей до етилового спирту внаслідок посилення окислювальних процесів в організмі і більш швидкого знешкодження отрути. Відомо про зменшення токсичного ефекту оксиду вуглецю при ультрафіолетовому опроміненні. Причина — прискорення дисоціації карбоксигемоглобіну і більш швидке виведення оксиду вуглецю з організму.
Фізичне навантаження активізує основні вегетативні системи життєзабезпечення — дихання і кровопостачання, посилює активність нервноендокринної системи, а також багато ферментативних процесів. Збільшення легеневої вентиляції призводить до зростання загальної дози шкідливих речовин, що проникають в організм через дихальні шляхи, збільшується небезпека отруєння наркотиками, дратівливими парами і газами, токсичними пилямі. Збільшення швидкості кровотоку і хвилинного об'єму серця сприяє більш швидкому розподіленню отрути в організмі. Підвищення функціональної активності печінки, залоз внутрішньої секреції, нервової системи і збільшення кровопостачання в інтенсивно працюючих органах може зробити їх більш «доступними» дії отрути. Посилення токсичності при фізичних навантаженнях відзначається при дії пари оксиду вуглецю, хлористого водню, чотирихлористого вуглецю, діхлоретилсульфіду, свинцю, деяких речовин антихолінестеразної дії.
Інтермітуючий вплив токсинів — переміжний або переривчастий, позначає дію концентрацій шкідливої речовини, що коливаються в часі. Див. докладніше Інтермітуючий вплив токсинів.

## Ресурси Інтернету
- Дедю И. И. Экологический энциклопедический словарь. — Кишинев, 1989 [Архівовано 24 Жовтня 2016 у Wayback Machine.]
- Словарь ботанических терминов / Под общ. ред. И. А. Дудки. — Киев, Наук. Думка, 1984 [Архівовано 31 Жовтня 2016 у Wayback Machine.]
- Англо-русский биологический словарь (online версия) [Архівовано 6 Листопада 2016 у Wayback Machine.]
- Англо-русский научный словарь (online версия) [Архівовано 21 Жовтня 2016 у Wayback Machine.]